# Calamus
- Commons
- Wikispecies

Calamus L. é um género botânico pertencente à família Arecaceae.
Na classificação taxonômica de Jussieu (1789), Calamus é um gênero  botânico,  ordem  Palmae,  classe Monocotyledones com estames perigínicos.

## Sinonímia
| - Cornera Furtado - Palmjuncus Kuntze - Rotang Adans. | - Rotanga Boehm. - Schizospatha Furtado - Zalaccella Becc. |

## Espécies
| - Calamus adspersus - Calamus australis - Calamus caryotoides - Calamus gibbsianus - Calamus hollrungii - Calamus moti | - Calamus muelleri - Calamus radicalis - Calamus rotang - Calamus suaveolens - Calamus warburgii |

- Lista completa

## Classificação do gênero
| Sistema | Classificação                     | Referência               |
| ------- | --------------------------------- | ------------------------ |
| Linné   | Classe Hexandria, ordem Monogynia | Species plantarum (1753) |